# Ryby (znamení)

Znamení Ryb

Ryby jsou dvanácté, poslední znamení zvěrokruhu, spojené se souhvězdím Ryb.
Podle astrologie se jedná o vodní znamení a jedno ze čtyř nejproměnlivějších znamení. (Proměnlivé znaky údajně mají touhu po pohybu a jsou velmi neklidné. Ryby jsou nejvíce vodnaté znamení. Neustále se snaží přizpůsobit.)
Ryby jsou podle astrologů ovládány planetou Neptun.[zdroj?]
V západní astrologii je Slunce v konstelaci Ryb zhruba od 20. února do 20. března, v okamžiku jarní rovnodennosti. V sideralistické astrologii je v ní zhruba od 15. března do 14. dubna.[zdroj?]

## Charakteristiky
Živel
Voda
Planety
Neptun
Barva
fialová a tyrkysová
Povaha
ženská
Opačné znamení
Panna